# 여배우 프란시스
《여배우 프란시스》(영어: Frances)는 미국에서 제작된 그레이엄 클리퍼드 감독의 1982년 전기 비극 영화이다. 제시카 랭 등이 출연하였고, 조너선 생거 등이 제작에 참여하였다.
1982년 12월 3일 유니버설 픽처스에 의해 극장 개봉되었다. 랭의 연기가 극찬을 받았으며, 제55회 아카데미상에서 랭과 킴 스탠리가 각각 여우 주연상, 여우 조연상 후보에 올랐다.

## 출연진
- 제시카 랭
- 킴 스탠리
- 샘 셰퍼드
- 바트 번스
- 크리스토퍼 페넉
- 조너선 뱅크스
- 제프리 더먼
- 조던 차니
- 제임스 캐런
- 보니 바틀릿
- 세라 커닝햄
- 키오니 영
- 레인 스미스
- 젤다 루빈스타인
- 앤젤리카 휴스턴
- 패멀라 고든
- 케빈 코스트너 (크레디트 미기재)

## 기타 제작진
- 미술: 리처드 실버트
- 의상: 퍼트리샤 노리스